# Sertularia albimaris
Sertularia albimaris is een hydroïdpoliep uit de familie Sertulariidae. De poliep komt uit het geslacht Sertularia. Sertularia albimaris werd in 1877 voor het eerst wetenschappelijk beschreven door Mereschkowsky. 